# Steentijd in Zuid-Azië
De steentijd in Zuid-Azië omvat de paleolithische, epipaleolithische en neolithische tijdperken in India, Pakistan, Nepal, Bangladesh en Sri Lanka.
Het onderzoek naar het stenen tijdperk in Zuid-Azië begon onder Britse heerschappij. In 1863 vond Robert Bruce Foote bij Pallavaram een vuistbijl van kwartsiet. Foote zou daarna een belangrijke rol blijven spelen bij het onderzoek naar de Indische prehistorie.

## Paleolithicum
Het vroegpaleolithicum begint met de aankomst van Homo erectus vanuit Afrika via Zuidwest-Azië. De vroegste aanwezigheid van Homo erectus buiten Afrika is aangetoond bij Riwat in de noordelijke Punjab, gedateerd op 1.900.000 jaar geleden.
De vroegste aanwijzingen van menselijk leven in India zijn vondsten van stenen werktuigen. Vuistbijlen en andere werktuigen uit het Acheuléen kunnen worden gedateerd tot het Midden-Pleistoceen. 
Het aantal vondsten van vroege menselijke fossielen in Zuid-Azië is zeer beperkt. Vondsten, tezamen met Acheuléen-gereedschap, bij Hathnora in de Narmadavallei in Centraal-India door Soniaka leken volgens hem afkomstig van een late Homo erectus van 600.000 tot 700.000 jaar oud, maar andere wetenschappers zoals Sankhyan zien hier al een archaïsche Homo sapiens. In Afrika en Europa leefde in deze periode Homo heidelbergensis, welke in Afrika evolueerde naar de vroege moderne mens en in Europa naar de neanderthaler. Wegens het geringe aantal fossielen is voor Zuid-Azië niet precies te zeggen welke mensensoort er leefde. DNA-onderzoek toont echter aan dat de denisovamens in Oost-Azië ook van H. heidelbergensis afstamde, welke Oost-Azië slechts via Zuid-Azië bereikt kan hebben. Tijdens het paleolithicum waren de Himalaya en het Tibetaans Hoogland nog onoverkomelijke barrières.
Sporen uit het Soanien (500.000 – 125.000 BP) met Mode 1 tot Mode 3 Levallois-werktuigen zijn gevonden langs de Soan-rivier op het Pothohar-plateau, nabij het huidige Rawalpindi. Andere sites zijn gevonden in de Siwaliks over het huidige India, Pakistan en Nepal.
In Odai bij Viluppuram is een babyschedel gevonden die gedateerd is op 166.000 BP. In deze periode leefde in het westen de neanderthaler en in Oost-Azië de denisovamens. In welke relatie de bevolking van Zuid-Azië hiertoe stond is nog niet duidelijk.

### Laatpaleolithicum
Met de komst van de anatomisch moderne mens begon het laatpaleolithicum. Onderzoek aan Mitochondriaal DNA dateert de aankomst van de moderne mens in Zuid-Azië vanaf 75.000 jaar geleden. De migratie verliep waarschijnlijk langs de kust via de Bab el Mandeb, Zuid-Arabië en de Straat van Hormuz. Via Zuidoost-Azië bereikten deze mensen vervolgens Oost-Azië en omstreeks 40.000 jaar geleden Australië. 
Vondsten van 75.000 jaar oude werktuigen bij Jwalapuram in Zuid-India lijken sterk op vondsten in Zuid-Arabië en Afrika. Andere archeologische bewijzen voor de aanwezigheid van vroege moderne mensen in Zuid-Azië zijn gevonden in de grotten van Balangoda, Batadombalena en Belilena in Sri Lanka, gedateerd op 34.000 jaar geleden.
De rotsschuilplaatsen van Bhimbetka in India tonen rotstekeningen gedateerd op 30.000 v.Chr., toegeschreven aan de moderne mens. In de Siwaliks en het Pothohar-plateau in Pakistan zijn gereedschappen uit hoornsteen, jaspis en kwartsiet gevonden uit deze periode.

### Epipaleolithicum
Het epipaleolithicum begon op het subcontinent ongeveer 10.000 jaar geleden. Bagor in Rajasthan is de grootste en een van de best beschreven epipaleolithische sites in India.

## Neolithicum
In Mehrgarh in het huidige Pakistan begon het neolithicum al omstreeks 7000 v.Chr.. Dit vroege pre-keramische neolithicum duurde tot 5.500 v.Chr., gevolgd door een keramisch neolithicum welk rond 3.300 v.Chr. overgaat in de vroege Indusbeschaving van de kopertijd en vroege bronstijd. 
Onder de vroegste neolithische sites in India zijn Lahuradewa in de Midden-Gangesvlakte en Jhusi aan de samenloop van de Ganges en Yamuna, daterend uit het 7e millennium v.Chr. Een andere site bij Bhirrana aan de Sarasvati in de staat Haryana leverde een datum van omstreeks 7.600 v.Chr. op. 
In Zuid-India hield het epipaleolithicum nog lang stand, en begon de neolithische levenswijze rond 3000 v.Chr. Ze eindigde omstreeks 1.400 v.Chr. Opvallend zijn de restanten van grote brandstapels, zogenaamde ashmounds, waarvan er meer dan honderd gevonden zijn. Een gevarieerde megalithische cultuur verspreidde zich vanuit het noorden, gevolgd door een korte bronstijd. 
Omstreeks 12.000-10.000 v.Chr. brak zowel in Noord- als in Zuid-India de ijzertijd aan.